# Kurna oja
Kurna oja är ett vattendrag i Estland.   Det ligger i landskapet Harjumaa, i den nordvästra delen av landet, 6 km söder om huvudstaden Tallinn. Kurna oja ligger vid sjön Ülemistesjön.